# Megachile subparallela
Megachile subparallela là một loài Hymenoptera trong họ Megachilidae. Loài này được Mitchell mô tả khoa học năm 1944.